# Los Cerritos, Jalisco
Los Cerritos är en ort i Mexiko.   Den ligger i kommunen Tepatitlán de Morelos och delstaten Jalisco, i den centrala delen av landet, 400 km väster om huvudstaden Mexico City. Los Cerritos ligger 2 042 meter över havet och antalet invånare är 201.
Terrängen runt Los Cerritos är kuperad åt nordväst, men åt sydost är den platt. Runt Los Cerritos är det ganska tätbefolkat, med 86 invånare per kvadratkilometer. Närmaste större samhälle är Tepatitlán de Morelos, 12,2 km söder om Los Cerritos. Trakten runt Los Cerritos består till största delen av jordbruksmark.